# Tomas Žganec
Tomas Žganec, slovenski oboist, * 1973.
Tomas Žganec je z odliko diplomiral na Akademiji za glasbo v Ljubljani pri profesorju Božu Rogelji. Je solo-oboist orkestra Opere in baleta SNG Maribor in Simfoničnega orkestra SNG Maribor ter član Pihalnega kvinteta SNG Maribor. Poleg tega poučuje na glasbeni šoli Karol Pahor na Ptuju in nastopa v različnih zasedbah doma in na tujem.